# Аткинс, Родни
Родни Аткинс (англ. Rodney Atkins, род. 28 марта 1969) — американский кантри исполнитель.

## Биография
Родни Аткинс родился в Ноксвилле, штат Теннесси. Его семья часто переезжала, в конце концов поселившись в Claiborne County, Теннесси. Родни Аткинс учился в средней школе в Powell Valley High. В старших классах Аткинс играл на гитаре на различных мероприятиях и фестивалях. Он учился в колледже Tennessee Tech в Cookeville, Теннесси, где подружился с авторами песен и вскоре начал писать сам. В середине 1990-х годов Аткинс переехал в Нэшвиль, штат Теннесси, чтобы продолжить музыкальную карьеру.

## Дискография

### Студийные альбомы
- Honesty (2003)
- If You’re Going Through Hell (2006)

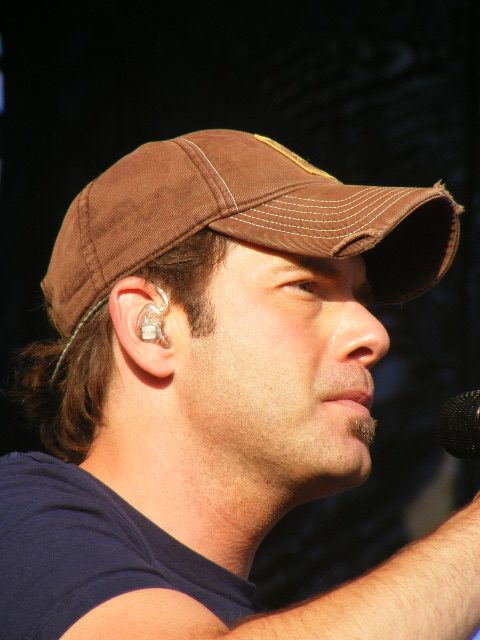
Родни Аткинс (2009)

- It’s America (2009)
- Take a Back Road (2011)

### Синглы, занявшие первое место
- «If You’re Going Through Hell (Before the Devil Even Knows)» (2006)
- «Watching You» (2007)
- «These Are My People» (2007)
- «Cleaning This Gun (Come On In Boy)» (2008)
- «It’s America» (2009)
- «Take a Back Road» (2011)